# 특수몸들신경섬유
특수몸들신경섬유 (special somatic afferent fiber, SSA) 또는 특수 체성 구심성 섬유는 시각, 청각, 평형 감각 등 특수 감각에서 정보를 전달하는 들신경섬유이다. SSA 섬유를 포함하는 뇌신경은 시신경(CN II)과 전정와우신경(CN VIII)이다.

## 같이 보기
- 일반몸들신경섬유 (GSA)
- 일반내장들신경섬유 (GVA)
- 특수내장들신경섬유 (SVA)